# Citharichthys gilberti
Citharichthys gilberti är en fiskart som beskrevs av Oliver Peebles Jenkins och Barton Warren Evermann, 1889. Citharichthys gilberti ingår i släktet Citharichthys och familjen Paralichthyidae. IUCN kategoriserar arten globalt som livskraftig. Inga underarter finns listade i Catalogue of Life.